# 曾少宗
曾 少宗（フィガロ・ツェン、Figaro Tseng、1981年11月18日 - ）は台湾の俳優、歌手。可米小子 （コミックボーイズ）の元メンバー。東方工商專科学院美術工芸学科卒業。台湾高雄市岡山区出身。台北在住歴15年。日本での活動においては、芸能プロダクション「ザズウ」と業務提携をしている。

## 来歴

### 可米小子時代
2001年に台湾・CTSで制作されたテレビドラマ『流星花園』（原作：神尾葉子の漫画『花より男子』）に出演した俳優4人によって結成された男性アイドルグループ・F4の弟分を結成するため、TVBSのオーディション番組「新人幫」にて募集が行われた。3ヵ月に亘る第一次審査を通過した11人の中のひとりにフィガロは選出された。仮のユニットを組んだ11人は、バラエティ番組や情報番組に出演して司会やレポーターなどを受け持ち、各々の個性や適性を審査される。同時進行で歌やダンスのレッスンも行われた。2002年、フィガロを含む6人が選出され「可米小子」を結成。同年11月19日、1stアルバム「Hey Hah! 可米小子」でデビュー。F4のメンバーとも数多く共演して人気を得た。
2005年にグループは解散。フィガロはソロ歌手、俳優として活動を続ける。

### 可米小子解散後
俳優として数多くのドラマに出演。台湾だけに留まらず、中国や日本の作品にも出演して活躍の場を広げている。

### 日本での活動
2007年に台湾で放送されたテレビドラマ『イタズラなKissII 〜惡作劇2吻〜』が、翌2008年に日本でも放送され、知名度を上げる。
2008年、クラシエ薬品の漢方薬「カンポウ専科」かぜ薬シリーズのイメージキャラクター・“カンポウ6”のひとりに抜擢され、CMや広告に出演する。
2010年7月31日、シネマート六本木にて、ファンミーティング「Figaro 1st Memorial in Tokyo」を開催。
2014年、島根県観光大使就任。
2016年、大分県観光大使就任。
2018年12月1日、台北で行われた広島県呉市イベントに出演。
2018年12月15日、渋谷区神宮前ライブスペースアロにてファンミーティング「台湾俳優フィガロ・ツェンクリスマスファンミーティング2018」を開催。
2018年より日本での芸能活動を活性化。日本の芸能プロダクション「ザズウ」が業務提携を結び、活動をフォローしている。

## 人物
台湾語のほか北京語、英語が堪能である。日本語はまだまだ勉強中であると述べているが、日常会話程度は滞りなく行える。日本語を学ぶきっかけとなったのは、日本のコンピュータゲーム「ファイナルファンタジー」や「ドラゴンクエスト」に表示される日本語を理解して、一層ゲームを楽しむためであったという。
幼い頃に病気を患い、その影響で右耳の聴力が低下。そのため兵役を免除されている。
投資に関心を持っている。美容にも興味があったこともあり、美容クリニックに投資。2011年10月に台北市内に「ARS雅偲診所」をオープンさせた。

## プロフィール
- 出身：台湾
- 身長：178cm
- 体重：63kg
- 血液型：B型
- 星座：蠍座
- 日本名：透（とおる）[1]

## 受賞歴
- 第50回台湾 Golden Bell Awards 美術賞（許涼涼與她的少女們 2015年）
- 中国大陸 賈樟柯藝術中心 短片short film 競賽單元（白夜 2019年）
- 第57回台湾2022年台湾ドラマアワード金鐘賞 優秀助演男優賞ノミネート（台湾「比悲傷更悲傷的故事」（悲しみより、もっと悲しい物語台湾版 2021年）Netflix配信

## 出演作品

### 舞台
- 當妳轉身之後（2016年） - 陳聖傑 役

### テレビドラマ
※主演作品は太字表記。

#### 台湾
- 偷偷愛上你（中国語版）（2001年）
- 恋のめまい愛の傷（原題：烈愛傷痕）（原作：一条ゆかり『恋のめまい愛の傷』）（2001年）- 大泉琳（子霖）の同級生 役
- 麻辣高校生（中国語版）（2002年）
- 流星花園II（英語版）（原作：神尾葉子『花より男子』）（2002年）
- 孽子（2003年）
- 愛在星光燦爛時（2004年） - 少宗　役
- 愛戀2000米（2005年）
- 悪魔で候（原題：惡魔在身邊）（原作：高梨みつば『悪魔で候』）（2005年） - 袁川讓 役
- 終極一班（中国語版）（2005年） - 少宗 役
- イタズラなKissII（原題：惡作劇2吻）（原作：多田かおる『イタズラなKiss』）（2007年） - 楊啓太 役
- 幸福的抉擇（中国語版）（2008年） - 明亮 役
- イケメン探偵倶楽部MIT（原題：霹靂MIT）（2008年） - 何瑞家 役
- 秋のコンチェルト（原題：下一站,幸福）（2009年） - Jacko 役
- 鍾無艷（中国語版） (2010年電視劇)（2010年） - 呉大衛 役
- 你們我們他們（中国語版）（2011年 HK） - 李勵軍 役
- 你是春風我是雨（中国語版）（2012年） - 高沐熙 役
- ずっと君を忘れない（中国語版）（原題：熱海戀歌）（2014年） - 張正宇 役
- 大大與太太（中国語版）（2015年） - 陳忠富 役
- 舞吧舞吧在一起（中国語版）（2015年） - 周子霆 役
- 幸福不二家（中国語版）（2016年） - 李康德 役
- 台妹向前衝（中国語版）（2018年） - 衛東 役
- 積木之家（中国語版）（2017年） - 王識安 役
- 你的孩子不是你的孩子（中国語版）（2018年） - 小偉 役
- 超完美任務（中国語版）（2018年） - 葉文楷 役
- What is real?（2018年 Japan） - Aton 役
- 生死接線員（中国語版）（2019年、公共電視） - 江君皓 役
- 可圈的鞋店（2020年、公共電視） - 海默 役
- 白日夢外送王（中国語版）（2021年） - 蔡傑森 役
- 比悲傷更悲傷的故事（中国語版）（2021年） - 楊祐賢 役　※台湾ドラマアワード金鐘賞 優秀助演男優賞ノミネート
- 茶金（2022年） - 武雄 役
- 趁她還記得（2022年） - 思成　役
- 接招吧！製作人（2023年予定）
- 還有很多魚（2023年）
- 師大公園地下社會（中国語版）（2023年予定）
- 都市懼集（中国語版）（2024年）

#### 中国
- 白夜  Black and White（2019年、中国大陸） - 白木 役
- 心证 Namaste（2019年、中国大陸） - 梁宴 役
- 公園裡沒有年輕人（2020年）

#### 日本
- 孤独のグルメ Season8 第1話（2019年10月5日、テレビ東京） - 姜源 役[4]
- サウナーマン〜汗か涙かわからない〜 第7話〈第20汗・第21汗〉（2019年10月21日、ABCテレビ） - オウケン 役[5] ※日本のドラマ初出演作
- 時効警察はじめました 第4話（2019年11月9日、テレビ朝日） - 幽霊 役
- 全ラ飯（2023年4月14日 - 6月29日、関西テレビ） - 劉昊山 役
- ＃居酒屋新幹線2 第2話・第5話（2024年1月17日・2月7日、MBS・TBS） - 志偉 役

### 映画
- 九龍ジェネリックロマンス（2025年8月29日公開予定） - ユウロン 役[6][7]

### 配信ドラマ
- 東京ラブストーリー 第6話（2020年、FOD・Amazon Prime Video） - アルヴィン・ヤン 役
- 課外授業〜Lesson in Love〜（2023年、Netflix 、IQIYI） - 孟勻父 役

### CM
- 津津蘆筍汁
- 芬達汽水（中国大陸）
- 百事音樂大使
- 冰火-東京篇（2007年）
- 仁山利舒-心裡的話 篇（2008年）
- クラシエ薬品「カンポウ専科」『カンポウ6  五虎湯王子』（2008年、日本）
- 香港麥當勞-和風芥未魚柳 堡（2008年）
- Bobson-我&我 （2008年）
- 7-11涼麵（2011年）
- 7-11燴飯（2011年）
- 7-11廣島辣油沾麵（2011年）
- 7-11洋食館熱飯糰（2011年）

### バラエティ・情報番組
- スマイルすきっぷ〜明日の元気をフルチャージ!〜 #82（2019年8月23日、TBSテレビ） - 本川越駅周辺を紹介
- TASTE JAPAN（2019年、Amazon Prime Video配信、制作：テレコムスタッフ）[8]

### ミュージックビデオ
- 畢書盡「你」（2020年）

## 書籍
- 半成年愉快（嗎?）（2005年12月1日）
- 曼鏡頭（2010年2月23日）
- 中国語ジャーナル〜フィガロと学ぶ台湾流中国語〜（2011年4月 - 2012年3月）